# Andrea Riccardi
Andrea Riccardi, né le 16 janvier 1950 à Rome, est une personnalité religieuse et politique italienne.
Il est entre autres l'un des fondateurs de la Communauté de Sant'Egidio, fondée en 1968. Il est aussi, dans le gouvernement Monti, ministre de la Coopération internationale et de l'Intégration de 2011 à 2013.

## Biographie

### Jeunesse
Né à Rome, dans une famille de la bourgeoisie intellectuelle, il fait ses études au lycée Virgilio de Rome.

### Fondation de Sant'Egidio
En février 1968, avec d'autres jeunes Italiens, il crée la Communauté de Sant'Egidio dans l'église Sant'Egidio de Rome, communauté chrétienne vouée initialement à l'aide aux plus pauvres, notamment par la distribution de repas et l'alphabétisation, qui s'ouvre également assez vite à l'hébergement de sans-abris,.
En plus d'un engagement au service des pauvres, Andrea Riccardi est engagé avec la communauté Sant'Egidio dans le dialogue interreligieux et le travail pour la paix. Tous les ans, depuis 1987, il organise des rencontres interreligieuses à la suite et dans l'esprit de la rencontre d'Assise de 1986.

### Action internationale de Sant'Egidio pour la paix
Dès les années 1980, la communauté s'engage pour des actions diplomatiques et pacifistes dans des régions touchées par des conflits. La première action menée, en 1980, est une négociation avec les Druzes qui encerclent le village de Deir-el-Qamar, dans le Chouf.
De nombreuses autres actions internationales suivent : en Albanie afin d'encourager le déroulement démocratique des élections de 1987, au Mozambique durant deux années entre 1990 et 1992, permettant le 4 octobre 1992 la signature du traité de paix mettant fin à la guerre, mise en place le 13 janvier 1995 de la « plate-forme de Sant'Egidio » (réunion des partis politiques de l’opposition algérienne afin de trouver une solution politique et pacifique à la guerre civile algérienne), négociations ente 1996 et 1998 avec le pouvoir serbe pour la réouverture des écoles et facultés kosovares, négociations entre la guérilla et le pouvoir au Guatemala, participation aux négociations ayant amené à la signature des accords d'Arusha au Burundi, etc..

### Travail d'historien
Andrea Riccardi est professeur universitaire d'histoire, spécialisé dans l'histoire du christianisme et des religions. Il a notamment enseigné à l'université de Bari, l'université La Sapienza de Rome et l'université de Rome III,.

### Acitivité politique
Le 16 novembre 2011, il est nommé ministre de la Coopération internationale et de l'Intégration, le seul ministère nouvellement créé, dans le nouveau gouvernement formé par Mario Monti,.
Il est également titulaire des portefeuilles de la lutte contre la drogue, de la politique familiale, de la jeunesse et du service civil.
En tant que ministre, il est notamment à l'origine d'une initiative de travail commun entre l'Office des Nations unies contre la drogue et le crime et les services de police italiens, lancée en octobre 2012,.
De janvier à mars 2013, il est enfin président de Choix civique pour l'Italie, un parti créé par Mario Monti.
En janvier 2022, son nom figure dans la liste des candidats possibles à la présidence de la République italienne.

### Récompenses et distinctions
Andrea Riccardi est docteur honoris causa de plusieurs universités : Fribourg, Lyon-III, Louvain, Cardinal Herrera, Georgetown, Augsbourg, Université européenne des humanités.
Il a été fait citoyen d'honneur des villes de Rimini et Gênes.
En 2001, il a reçu le prix international de la Catalogne pour son travail en faveur du dialogue inter-religieux.
L'université Notre-Dame d'Indiana lui a remis le prix Notre-Dame (de) le 25 mars 2001.
En 2009, il est lauréat du prix international Charlemagne.
La France a remis à Andrea Riccardi les insignes de commandeur de la Légion d'honneur le 11 juillet 2012. Il est fait commandeur de l'ordre du Mono à l'occasion d'une visite au Togo en 2017.

## Œuvres
- Andrea Riccardi, L’Église catholique vers le troisième millénaire, Desclée de Brouwer, 11 mars 1998, 150 p. (ISBN 978-2220041742).
- Andrea Riccardi, Ils sont morts pour leur foi : La persécution des chrétiens au XXe siècle, Omnibus, 31 décembre 1999, 456 p. (ISBN 978-2259193153).
- Andrea Riccardi, Dominique Chivot, Sant'Egidio : L’Évangile au-delà des frontières, Desclée de Brouwer, 14 mars 2001, 167 p. (ISBN 978-2227320635).
- Andrea Riccardi, L'Étonnante Modernité du christianisme, Presses de la Renaissance, 26 août 2005, 284 p. (ISBN 978-2750900540).
- Andrea Riccardi, La Paix préventive : Raisons d'espérer dans un monde de conflits, Salvator, 15 septembre 2005, 287 p. (ISBN 978-2706704109), pour lequel l'auteur a obtenu le Prix spiritualités d'aujourd'hui 2006 [22],
- Andrea Riccardi, Vivre ensemble, Desclée de Brouwer, 1er mars 2007, 206 p. (ISBN 978-2220057798).
- Andrea Riccardi, Homme et femme, le rêve de Dieu, Parole et Silence, 16 juillet 2010, 58 p. (ISBN 978-2845738768).
- Andrea Riccardi, Jean-Paul II, la biographie, Parole et Silence, 29 avril 2011, 507 p. (ISBN 978-2845739703).
- Andrea Riccardi, Le Livre noir de la condition des chrétiens dans le monde, XO Éditions, 2014 (ISBN 9782845636521), avec Jean-Michel di Falco et Timothy Radcliffe (coord. Samuel Lieven)
- Andrea Riccardi, Comprendre le pape François, éd. de l'Emmanuel, février 2015, 288 p. (ISBN 9782353893683)
- Andrea Riccardi, François, un pape qui nous dérange, éd. de l'Emmanuel, février 2015, 224 p. (ISBN 2353893686)
- Jan De Volder et Andrea Riccardi, Martyr. Vie et mort du père Jacques Hamel, Éditions du Cerf, 2016 (ISBN 9782204117258)
- Andrea Riccardi, L'Hiver le plus long. 1943-1944 : Pie XII, les Juifs et les nazis à Rome, Desclée de Brouwer, 2017, 448 p. (ISBN 9782220086705)
- Andrea Riccardi, L'Église brûle : Crise et avenir du christianisme, Paris, Cerf, 29 septembre 2022 (ISBN 978-2-204-14911-2)
- Andrea Riccardi, La guerre du silence. Pie XII, le nazisme, les Juifs, Le Cerf, 2023  (ISBN 978-2204155045).